# Sojuela
Sojuela – gmina w Hiszpanii, w prowincji La Rioja, w La Rioja, o powierzchni 15,15 km². W 2011 roku gmina liczyła 263 mieszkańców.